# 4Ocean
4Ocean is een organisatie die afval verwijdert uit de oceaan en kusten en daarnaast bewustzijn probeert te creëren voor betere afvalverwerking en het schoonhouden van kustlijnen.

## Geschiedenis
4Ocean is in januari 2017 opgericht door de twee surfers Andrew Cooper en Alex Schulze die zagen hoe vervuild het water is waarin zij surften en welke schade wij als mensen toebrengen aan de oceanen en de dieren die hierin leven. Het begon met lokale opschoonacties en gaandeweg kregen ze veel support waardoor groei mogelijk werd.
Sinds de oprichting is de organisatie snel gegroeid en heeft het inmiddels meer dan 200 medewerkers in dienst in 27 landen.
Naast het hoofdkwartier, dat is gevestigd in Boca Raton, Florida, zijn er ook nog vestigingen in Bali (Indonesië), Port-au-Prince (Haïti), en Puerto Barrios (Guatemala).
Op hun website is een actuele teller te zien met het opgeruimde plastic. De teller heeft anno 2020 de 8 miljoen pound gepasseerd.
Naast het organiseren van opschoonacties worden gerecyclede armbanden verkocht om verdere acties en de groei van 4Ocean te financieren.

## Onderscheidingen
- 2018 - Agent of Change Award van Surfer Magazine.[9]
- 2019 - De oprichters van 4ocean zijn genoemd in de  "30 Under 30" -lijst van Forbes Magazine.[10]